# Jerzy Siemiginowski-Eleuter
Jerzy Eleuter Szymonowicz Siemiginowski (Leopoli, ca. 1660 – Leopoli, ca. 1711) è stato un pittore e incisore polacco del Barocco, pittore di corte di re Giovanni III Sobieski e un nobile polacco-lituano.
È considerato uno dei più raffinati pittori del Barocco classico in Polonia, che univa nelle sue opere la teoria classica a una genuina ispirazione.

## Biografia
Siemiginowski (nato Szymonowicz), figlio di Jerzy Szymonowicz, un pittore, e di Teodozja nata Korunka, nacque a Leopoli nell'Unione polacco-lituana (oggi Ucraina). Nel 1677 fu affidato dai suoi genitori al re Giovanni III Sobieski e fu mandato da questi a Roma. Prima di andare là trascorse probabilmente almeno un anno, forse due, a Parigi. Nel 1682, grazie a una raccomandazione di re Giovanni fu ammesso all'Accademia di San Luca a Rome, ricevette il cavalierato dello Speron d'oro da papa Innocenzo XI. L'11 gennaio 1682 vinse anche il primo premio nel concorso dell'Accademia per due dei suoi disegni, Costruzione della Torre di Babele e L'ira di Dio causata dalla costruzione di una torre, e fu protetto dal nipote del Papa Livio Odescalchi. A Roma fu istruito da Lazzaro Baldi, Luigi Garzi e Carlo Maratta.

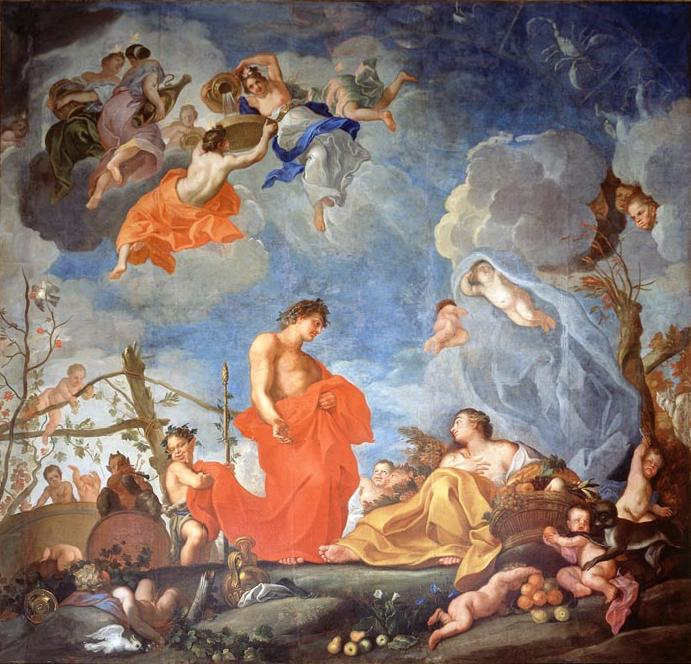
Soffitto Allegoria dell'Autunno, 1681-1682

Poco dopo il suo ritorno in Polonia nel 1684 fu nobilitato dal re e prese il nome di cavaliere Eleuter (greco per "libero, indipendente"). Nel 1687 Giovanni III gli concesse il villaggio di Łuka vicino a Zoločiv per confermare la sua nobiltà. Dopo la morte del re divenne segretario di Augusto II il Forte e fu un pittore di corte di Aleksander Benedykt Sobieski. A quel tempo lavorava ancora a Wilanów (palazzo suburbano di Sobieski) e supervisionò la costruzione delle nuove ali del palazzo. Nel 1701 fu adottato dalla nobile famiglia impoverita di Siemiginowski (pagò loro molto denaro per questo privilegio) e da allora usò il loro nome. Siemiginowski si sposò quattro volte ed ebbe 11 figli. Nel 1704 aveva una casa a Varsavia e un maniero a Wielopole vicino a Varsavia. Morì probabilmente fra il 28 febbraio 1708 e il 13 marzo 1711.
Siemiginowski-Eleuter fu il principale artista responsabile di decorare e dipingere l'interno del Palazzo di Wilanów a Varsavia. La sua pittura era fortemente influenzata dagli artisti francesi del Barocco. Le somiglianze con i soffitti di Charles Le Brun nelle sue opere (specialmente la pittura nel Pavillon de l'Aurore nella residenza suburbana di Parigi di Jean-Baptiste Colbert a Sceaux, 1671 o 1672) rendendo la sua visita a Parigi più probabile. Anche le influenze di Carlo Maratta e Nicolas Poussin sono ben visibili nelle sue opere (specialmente nel suo soffitto Allegoria della Primavera nella camera da letto della Regina ispirato da in the Queen's Bedroom inspired by Maratta's Flora e Mutamenti nel Regno della Flora di Poussin). Dipinse ritratti antichizzati dei membri della famiglia reale e fece incisioni in collaborazione con Charles de La Haye. Siemiginowski dipinse molti affreschi, notevoli per la loro policromia. I suoi soggetti variavano da scene drammatiche a placidi panorami. Tra le sue opere più notevoli vi sono quattro soffitti delle quattro stagioni nel Palazzo di Wilanów. Siemiginowski fondò la sua scuola di pittura a Wilanów e fu un rinomato architetto (partecipò alla progettazione del Municipio a Žovkva). Molti dei suoi dipinti religiosi a Varsavia (Crocifissione nella Chiesa della Santa Croce, Trasfigurazione nella Chiesa dei Cappuccini tra gli altri) furono distrutti durante gli estesi bombardamenti della città da parte dei Tedeschi nel 1944.

## Opere nel Palazzo di Wilanów

### Dipinti dei soffitti

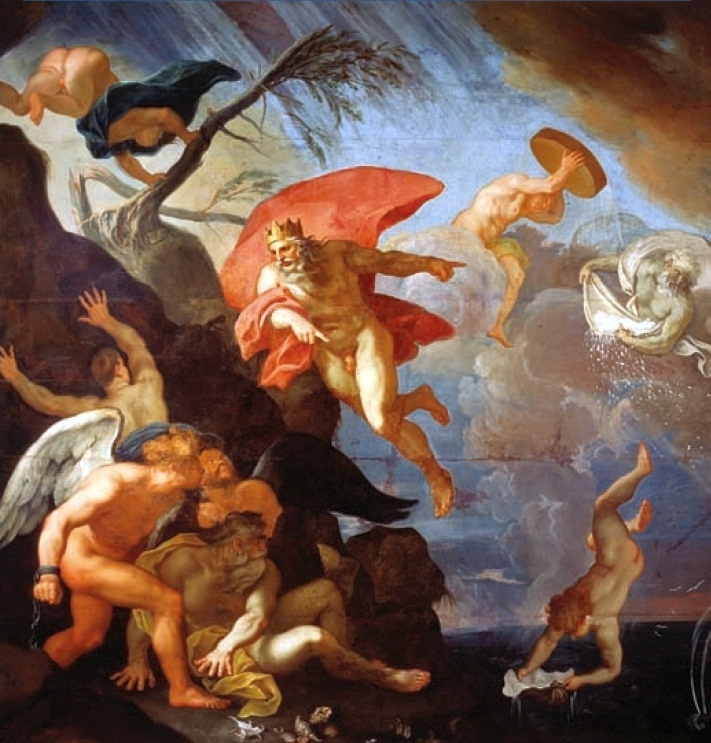
Allegoria dell'Inverno, 1683
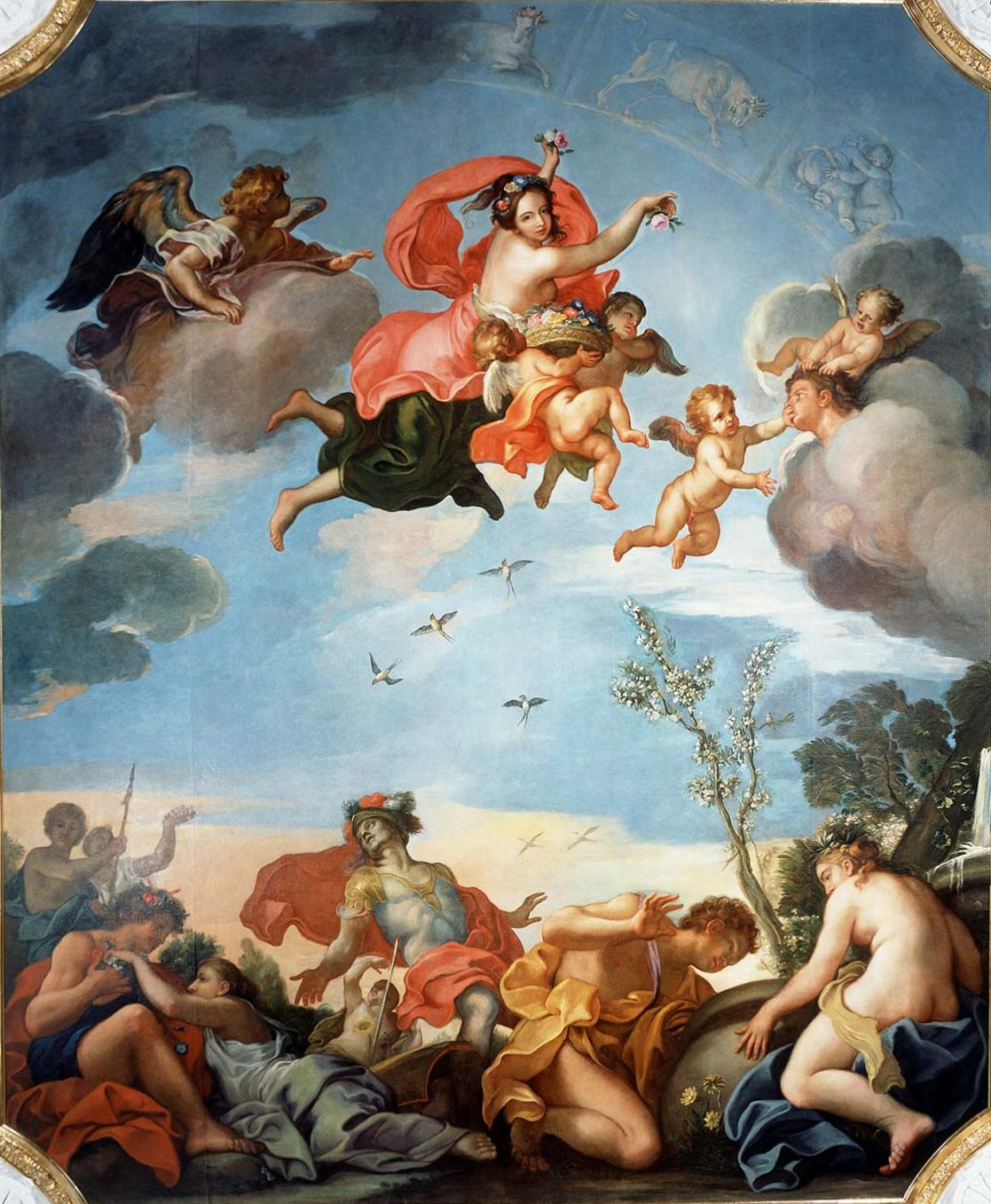
Allegoria della Primavera, anni 1680
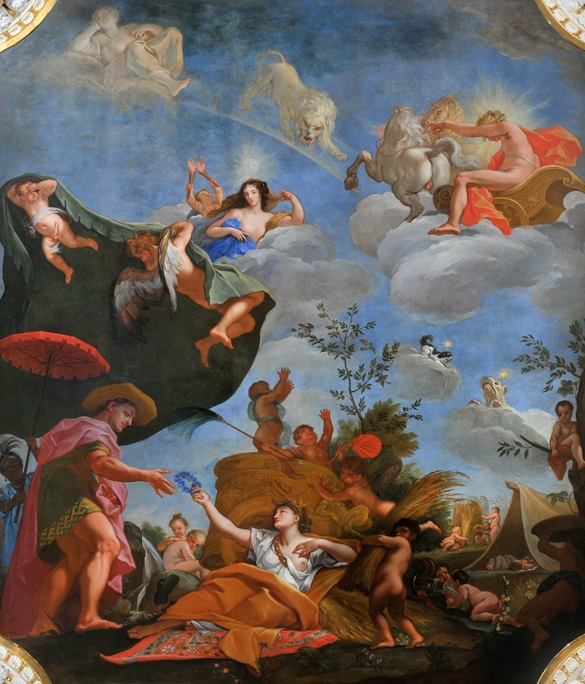
Allegoria dell'Estate, 1684−1686

### Ritratti

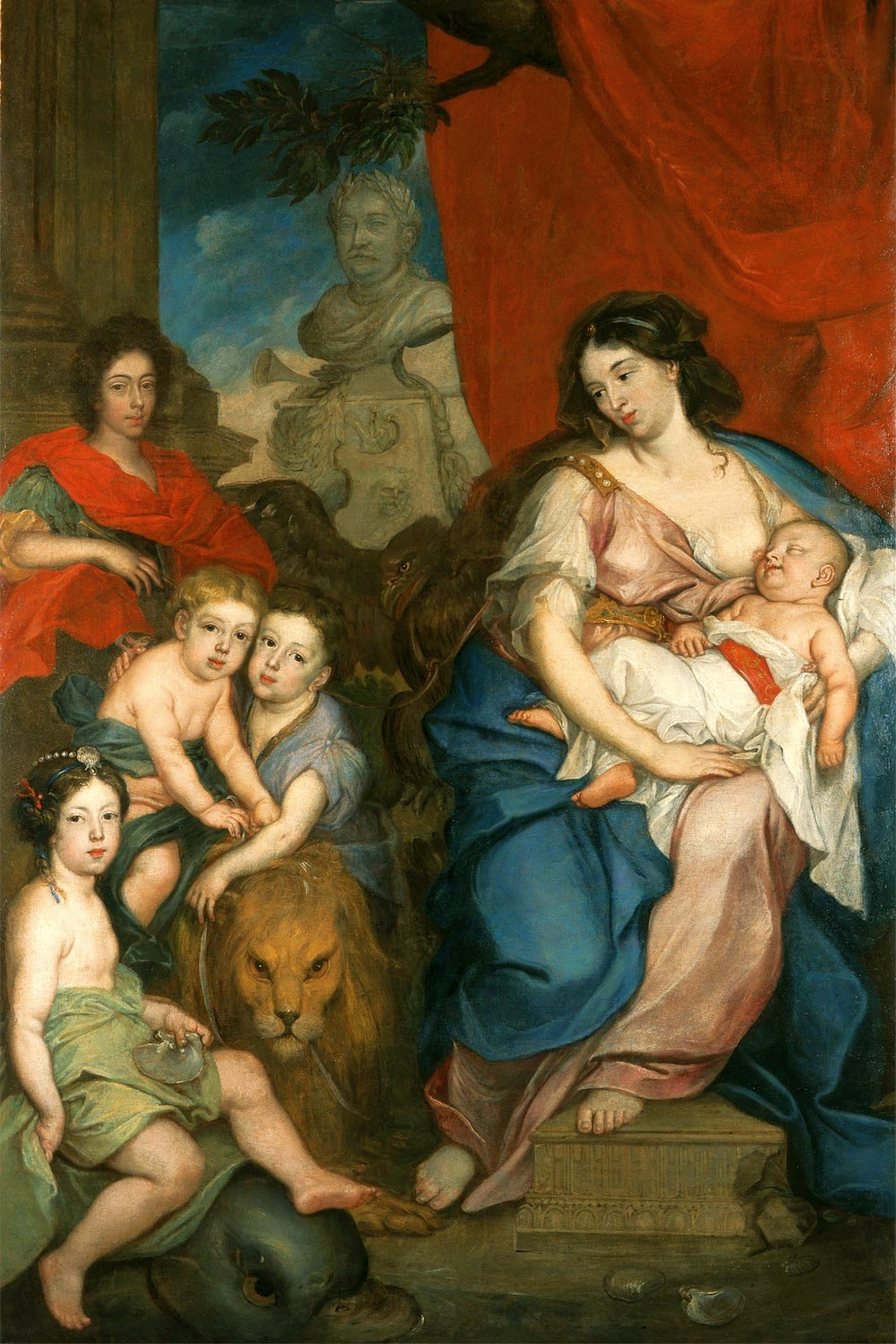
La Regina Maria Casimira con i figli, 1684
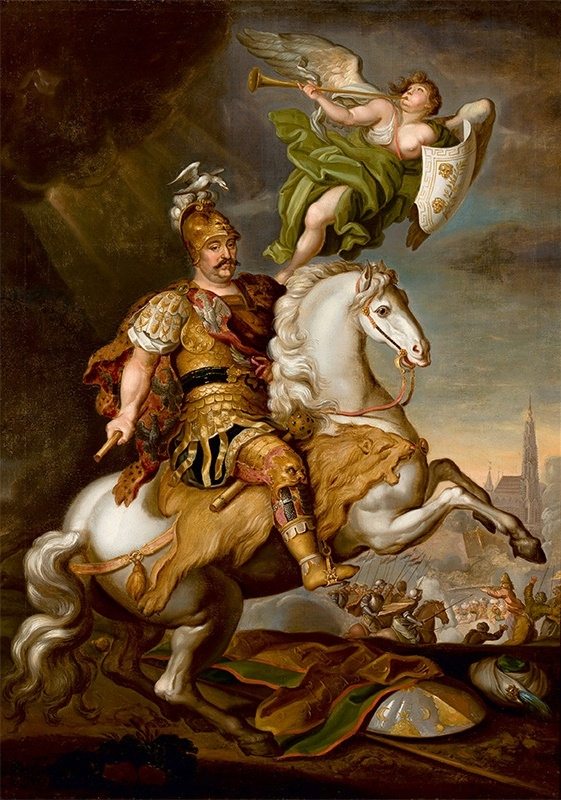
Giovanni III Sobieski alla battaglia di Vienna, 1686
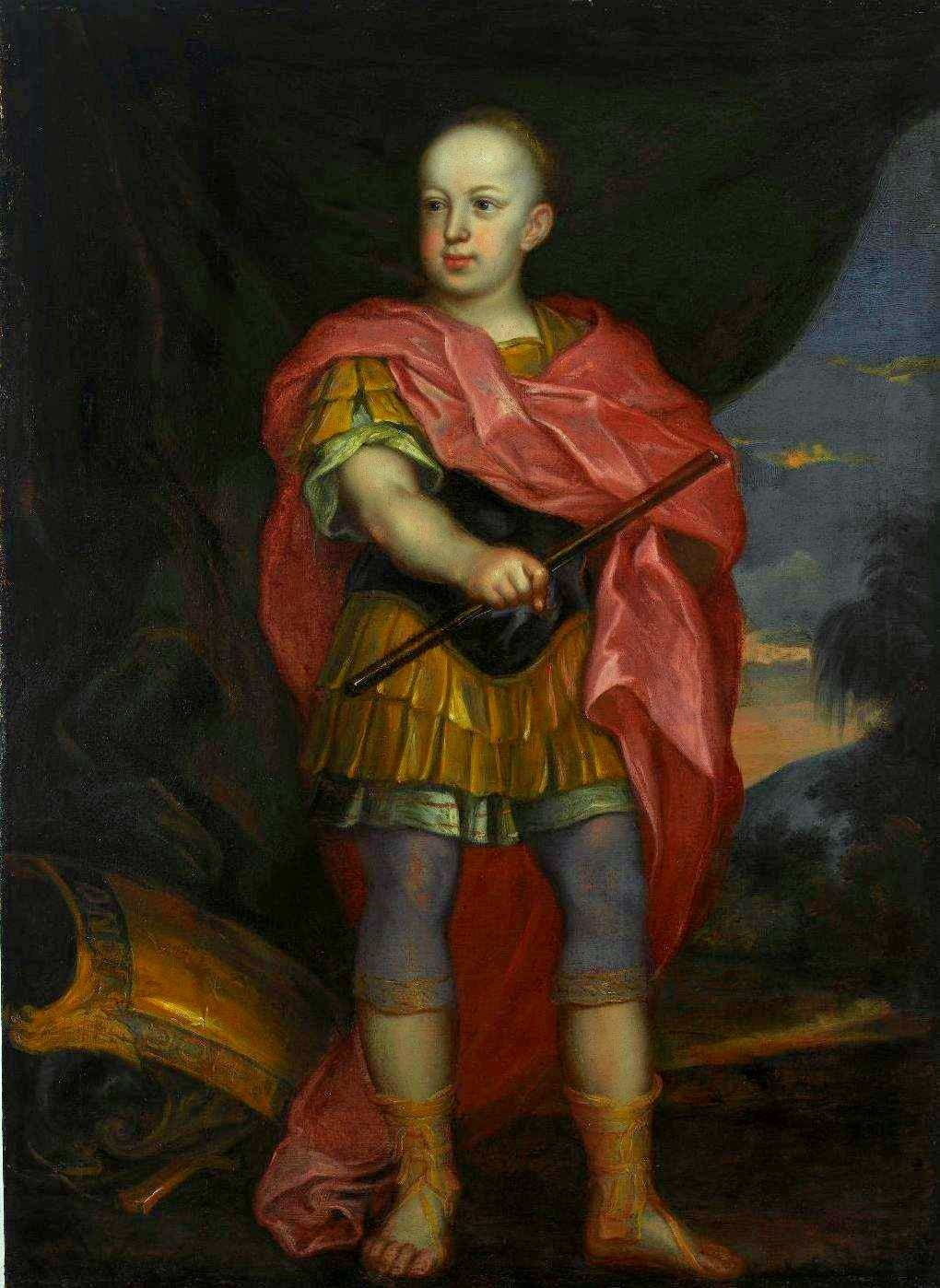
Konstanty Władysław Sobieski, ca. 1690